# Docupedia-Zeitgeschichte
Docupedia-Zeitgeschichte ist ein Open-Access-Online-Nachschlagewerk zur Zeitgeschichte und vermittelt grundlegendes Wissen zur zeithistorischen Forschung an eine breitere Öffentlichkeit.

## Projekt
Das Projekt Docupedia-Zeitgeschichte wird vom Leibniz-Zentrum für Zeithistorische Forschung Potsdam (ZZF) redaktionell und technisch betreut und ist Teil der Fachinformationsangebote des Vereins Clio-online – Historisches Fachinformationssystem e. V. Das kontinuierlich wachsende Angebot des Online-Nachschlagewerks umfasste 2019 ca. 160 Artikel. Entstanden ist Docupedia im Rahmen eines von der Deutschen Forschungsgemeinschaft (DFG) geförderten Projekts von 2008 bis 2012 in Zusammenarbeit mit dem Institut für Geschichtswissenschaften und dem Computer- und Medienservice der Humboldt-Universität zu Berlin und wurde des Weiteren von der Bundesstiftung zur Aufarbeitung der SED-Diktatur gefördert. Am 11. Februar 2010 ist die Webseite mit einem Anfangsbestand von etwa 20 Artikeln online gegangen.

## Inhalte
Docupedia-Zeitgeschichte enthält Artikel zu zentralen Themen, Begriffen und Debatten, die in der zeithistorischen Forschung wichtig sind. Die Artikel sind in die Kategorien Grundlagen, Begriffe, Methoden, Forschungsfelder, Debatten, Länder und Klassiker eingeteilt und erscheinen jeweils mit Hinweisen zu weiterführenden Materialien wie Literatur und Web-Ressourcen. Es gehört zum Konzept von Docupedia-Zeitgeschichte, aktuelle Fragen und Debatten aus Forschungspraxis und Selbstverständnis der Zeitgeschichte zu behandeln und dabei auch interdisziplinäre Verknüpfungen zu berücksichtigen. Der Projektleiter Jürgen Danyel betrachtet Docupedia-Zeitgeschichte als experimentelle Form:

„Was wir machen, ist ein Medienexperiment […].“

## Organisation
Wissenschaftler können durch die am ZZF tätige Redaktion und das wissenschaftliche Herausgebergremium als Autoren zugelassen werden. Die derzeit 36 Herausgeber sind an zeithistorischen Forschungseinrichtungen im deutschsprachigen Raum tätig und begutachten die Artikel vor der Veröffentlichung in einem blind-peer-review-Verfahren. Die Autoren können ihre Artikel aktualisieren. Mit diesem Konzept positioniert sich Docupedia-Zeitgeschichte auf einem „Mittelplatz zwischen traditionellen gedruckten Fachzeitschriften und der Wikipedia“. Die damit sichergestellte fachliche Qualität führt zunehmend zu einer Verwendung von Docupedia-Beiträgen in der universitären Lehre und ergänzt damit das Ziel der innerfachlichen Kommunikation von Wissenschaftlern um die zeitgeschichtliche Wissensvermittlung.
Docupedia-Zeitgeschichte verwendet die MediaWiki-Software, um seine Inhalte dynamisch und weiterverwendbar verarbeiten zu können. Für solche Weiterverwendungen muss jedoch die Zustimmung der Rechteinhaber eingeholt und ein Copyright-Vermerk hinzugefügt werden, wenn die Autoren ihre Beiträge nicht explizit unter einer Creative-Commons-Lizenz freigegeben haben. Docupedia-Zeitgeschichte ist eine vom ZZF 2009 eingetragene Wortmarke.